# Nationale Woche des dunklen Himmels
Die Nationale Woche des dunklen Himmels (englisch: National Dark-Sky Week, NDSW) ist eine Woche, in der überall in den Vereinigten Staaten das Licht ausgeschaltet wird, um die Schönheit des Nachthimmels ohne Lichtverschmutzung zu betrachten. Dieses Event wurde im Jahre 2003 von Jennifer Barlow aus Midlothian, Virginia eingeführt und erlebt von Jahr zu Jahr wachsende Beteiligung. Es wird von der International Dark-Sky Association, der Amerikanischen Astronomischen Gesellschaft und Astronomischen Liga indossiert.
Das Event findet immer in der Neumondwoche im April statt, da der Himmel dann möglichst dunkel ist und optimale Sichtbedingungen herrschen.
Barlow erklärt: „Mein Wunsch ist es, dass die Menschen den Nachthimmel in all seiner Pracht sehen können - ohne übermäßig viel Licht - so wie ihn unsere Vorfahren vor hunderten von Jahren gesehen haben“.
Die Ziele des Events sind eine vorübergehende Reduzierung der Lichtverschmutzung und Bewusstsein für ihre Auswirkung auf den Nachthimmel zu schaffen, den Gebrauch von besseren Beleuchtungssystem nahezulegen, die nach unten gerichtet sind, statt in den Himmel und die Förderung der Astronomiestudien.
Jennifer Barlow gab an „Der Nachthimmel ist ein Geschenk von solch überwältigender Schönheit, das nicht unter einer Schicht von verschwendetem Licht versteckt werden sollte. Er sollte sichtbar sein, sodass spätere Generationen den Bezug zum Wunder unserer Universums nicht verlieren.“

## Termine
Die NDSW 2009 fand vom 20. bis zum 26. April statt.